# Överstyrelsen för ekonomiskt försvar
Överstyrelsen för ekonomiskt försvar (ÖEF) var en central myndighet för försörjningsfrågor i krig. ÖEF bildades 1962 och ersatte då bland annat Riksnämnden för ekonomisk försvarberedskap (RKE), en myndighet som hade inrättats 1946.
Myndigheten hette 1962–1969 Överstyrelsen för ekonomisk försvarsberedskap och 1969–1986 Överstyrelsen för ekonomiskt försvar.
Som ett exempel på ÖEF:s verksamhet kan nämnas att man med hjälp av statligt stöd garanterade driften vid Svenska Rayons AB:s fabrik i Älvenäs. Svenska Rayon AB tillverkade rayonull, som är en viktig beståndsdel i bland annat kläder. 1986 lades ÖEF ned och uppgifterna övertogs av Överstyrelsen för civil beredskap (ÖCB).

## Generaldirektörer
- 1962–1966: Bertil Swärd[2]
- 1966–1979: Sten Lundberg[3]
- 1979–1986: Gunnar Nordbeck[4]